# Single Sign-On
El inicio de sesión único o inicio de sesión unificado (single sign-on, SSO) es un procedimiento de autenticación que habilita a un usuario determinado para acceder a varios sistemas con una sola instancia de identificación. Su traducción literal es «autenticación única» o «validación única».

## Tipología
Hay cinco tipos principales de SSO, también se les llama reduced sign-on systems ("sistemas de autenticación reducida").
- Enterprise SSO (E-SSO), también llamado legacy sso, funciona para una autenticación primaria, interceptando los requisitos de login presentados por las aplicaciones secundarias para completar los mismos con el usuario y contraseña. Los sistemas E-SSO permiten interactuar con sistemas que pueden deshabilitar la presentación de la pantalla de login.

- Web SSO (Web-SSO), también llamado gestión de acceso web (web access management, Web-AM o WAM) trabaja solamente con aplicaciones y recursos accedidos vía web. El objetivo es permitir autenticar a los usuarios en diversas aplicaciones, sin necesidad de volver a autenticar. Los accesos son interceptados con la ayuda de un servidor proxy o de un componente instalado en el servidor web o en la aplicación web destino. Los usuarios no autenticados que tratan de acceder son redirigidos a un servidor o servicio web de autenticación y regresan solamente después de haber logrado un acceso exitoso o con un token de autenticación para la aplicación destino. Se utilizan cookies, parámetros por GET (más inseguro) o POST para reconocer aquellos usuarios que acceden y su estado de autenticación.

- Kerberos es un método popular de externalizar la autenticación de los usuarios. Los usuarios se registran en el servidor Kerberos y reciben un tique, luego las aplicaciones cliente lo presentan para obtener acceso.

- La identidad federada es una nueva manera de enfrentar el problema de la autenticación, también para aplicaciones web. Utiliza protocolos basados en estándares para habilitar que las aplicaciones puedan identificar los clientes sin necesidad de autenticación redundante.

- OpenID es un proceso de SSO distribuido y descentralizado donde la identidad se compila en un localizador de recursos uniforme (URL) que cualquier aplicación o servidor puede verificar.